# RethinkDB
RethinkDB — распределённая документоориентированная СУБД с открытым исходным кодом, сохраняющая данные в бессхемном JSON-формате.
Ориентирована на применение для веб-приложений, требующих интенсивных обновлений базы данных. Отличительная особенность — поддержка реактивного стиля: база данных позволяет клиентскому приложению подписываться на изменения тех или иных данных.
Транслятор языка запросов в RethinkDB, называемого ReQL, реализован не на уровне сервера, а встраивается в качестве предметно-ориентированного языка в язык, на котором пишется клиентское приложение. Запросы ReQL представляют собой цепочку вызовов функций. ReQL официально реализован (в составе драйвера базы данных) на Java, Ruby, Python и JavaScript (включая Node.js), есть также неофициальные драйвера для других языков, в частности для C#, Go, Haskell, Erlang, Lua и PHP.
Таблицы базы данных хранят JSON-документы, допускающие любой уровень вложенности. Каждый документ имеет уникальный для таблицы-родителя первичный ключ «id», ссылаясь на который можно получить конкретный документ. Каждая функция ReQL-запроса работает с данными, полученными из предыдущей функции цепочки.
Драйвер базы данных транслирует запрос в специальный формат «RethinkDB’s JSON wire protocol format», реализованный поверх JSON.